# Route 460 (Nouveau-Brunswick)
Pour les articles homonymes, voir Route 460.
La route 460 est une route locale du Nouveau-Brunswick située dans le nord-est de la province, près de Neguac, entre Miramichi et Tracadie-Sheila. Son tracé forme une boucle dans la région du delta de la rivière Tabusintac. Elle mesure 20 kilomètres, et est pavée sur toute sa longueur.

## Tracé
La 460 débute à Lower Neguac, tout juste au nord-est de Neguac, sur la route 11, la principale route côtière du Nouveau-Brunswick. Elle commence par se diriger vers le nord pendant 6 kilomètres en traversant Stymiest Road, puis elle possède 2 tournants de 90° alternatifs, l'une vers la droite, puis l'autre vers la gauche. Elle traverse ensuite la rivière la rivière Tabusintac, puis à Cains Point, elle commence à suivre la rive nord de la rivière. Elle suit d'ailleurs la rivière pour le reste de sa longueur, en passant notamment dans Gaythorne, puis elle se termine également sur la route 11, à Wishart Point.

## Intersections principales
| Route 460         |               |     |                                                 |                         |
| Comté             | Location      | km  | Intersection/Destinations                       | Notes                   |
| Northumberland    | Lower Neguac  | 0   | R-11, Neguac centre, Miramichi, Tracadie-Sheila | extrémité sud de la 460 |
| Northumberland    | Stymiest Road | 5   | R-445 ouest, Fairisle, Lagaceville              |                         |
| Northumberland    | Cains Point   | ~11 | Traverse de la rivière Tabusintac               |                         |
| Northumberland    | Wishart Point | 20  | R-11, Tracadie-Sheila, Miramichi                | extrémité est de la 460 |
| Bleu: cours d'eau |               |     |                                                 |                         |